# Estación de Cuatro Vientos
Cuatro Vientos es una estación donde confluyen la línea 10 del Metro de Madrid y la línea C-5 de Cercanías Madrid, situada junto y bajo la A-5 en torno al kilómetro 9, en el madrileño distrito de Latina.

## Situación ferroviaria
La estación forma parte del trazado de la línea férrea de ancho ibérico Móstoles-Parla, punto kilométrico 10,3.

## Historia

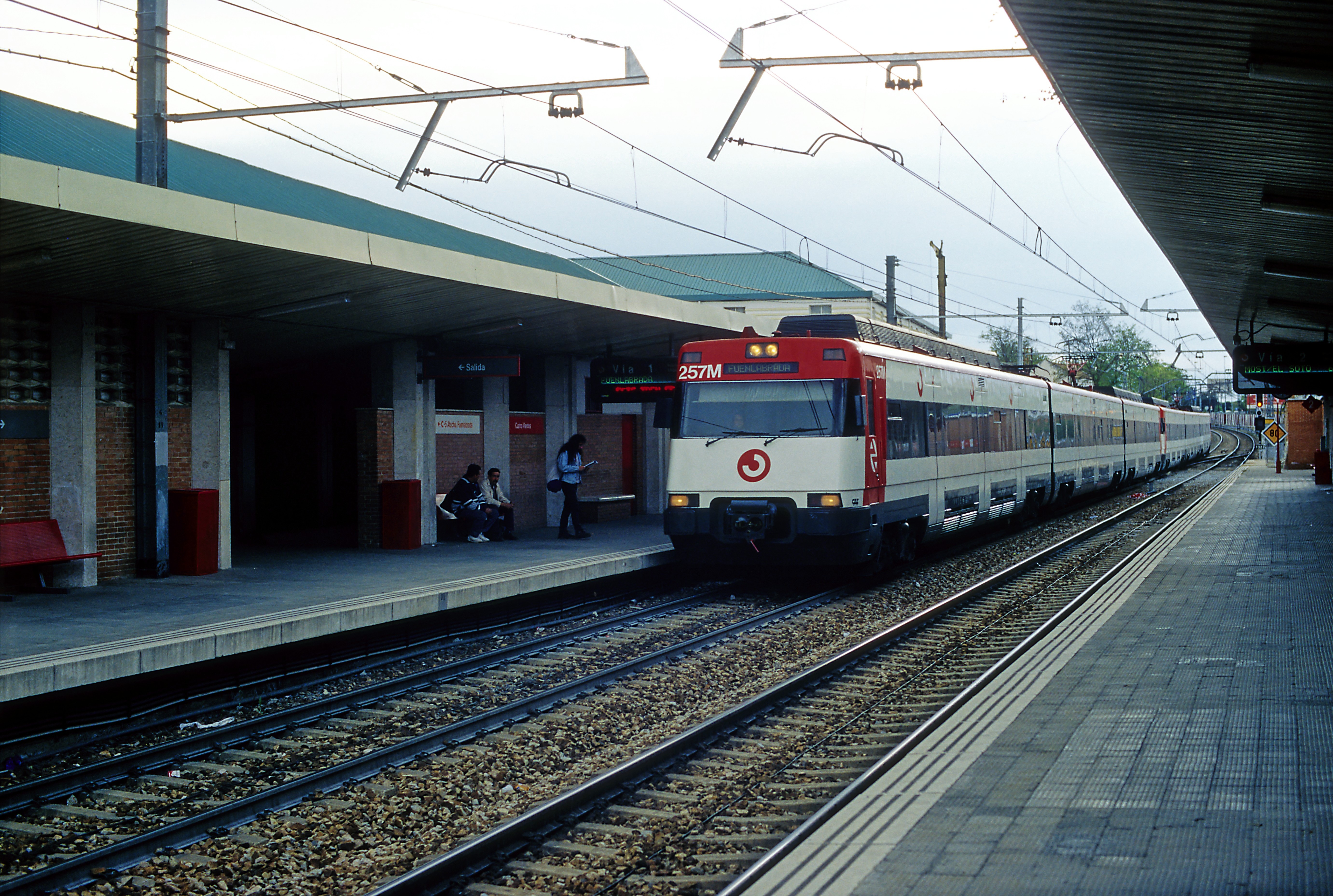
Antigua versión de la estación de Cercanías

El 29 de octubre de 1976 se abrió al público de la línea ferroviaria entre Aluche y Móstoles, denominada C-6, la cual incluía un apeadero en Cuatro Vientos cerca del aeródromo. Fue estación de esta línea hasta la fusión y absorción por parte de la C-5. La estación se sitúa en trinchera al lado contrario de la A-5 respecto a la Dehesa del Príncipe, barriada a la que da servicio.
La ampliación hacia el sur de la línea 10 de Metro incluía una estación subterránea situada bajo la de cercanías que se abrió al público el 11 de abril de 2003, formando desde entonces un intercambiador multimodal entre cercanías, metro y autobuses que pasan por la Autovía de Extremadura (A-5). Es la última estación de la línea 10 sentido Puerta del Sur en ubicarse en Madrid capital.
Durante la construcción de la estación los vecinos de la Colonia Dehesa del Príncipe se manifestaron el 25 de enero de 2002 provocando algunos altercados ya que el acceso actual a la estación en el paseo de Húsares empezó a ser tapado por máquinas excavadoras, lo que iba a limitar la entrada únicamente al acceso en la A-5 (Dirección a Madrid). Esta es la razón por la cual los dos accesos a la estación son diferentes entre sí.
En verano de 2014, entre el 28 de junio y el 1 de septiembre, la estación de Metro permaneció cerrada por obras de mejora de las instalaciones entre las estaciones de Colonia Jardín y Puerta del Sur, sustituyéndose tacos, inyecciones, pantallas transversales y ensanche de canal de entrevías, con un presupuesto de 12,5 millones de euros, lo que permitió a los trenes circular a más de 70 kilómetros por hora frente a los 30 kilómetros con los que circulaban anteriormente.
Desde el miércoles 15 de enero de 2025, los autobuses interurbanos con destino u origen en Príncipe Pío tienen aquí su cabecera provisional y finalizarán sus trayectos en la explanada de Cuatro Vientos, como consecuencia del soterramiento del Paseo de Extremadura y el cierre de sus carriles.

## Accesos
Vestíbulo Cuatro Vientos
- Pº de Extremadura Pº de Extremadura, km. 9,5 (dirección Madrid)
- Pº de los Húsares Paseo de los Húsares, 46
- Correspondencia Renfe Nivel -1 a la altura de la cancela de Metro Abierto de 6:00 a 0:30
- Ascensor nº 1 Paseo de los Húsares, 46 (Colonia Dehesa del Príncipe)
- Ascensor nº 2 Pº de Extremadura, km. 9,5 (dirección Madrid)

## Líneas y conexiones

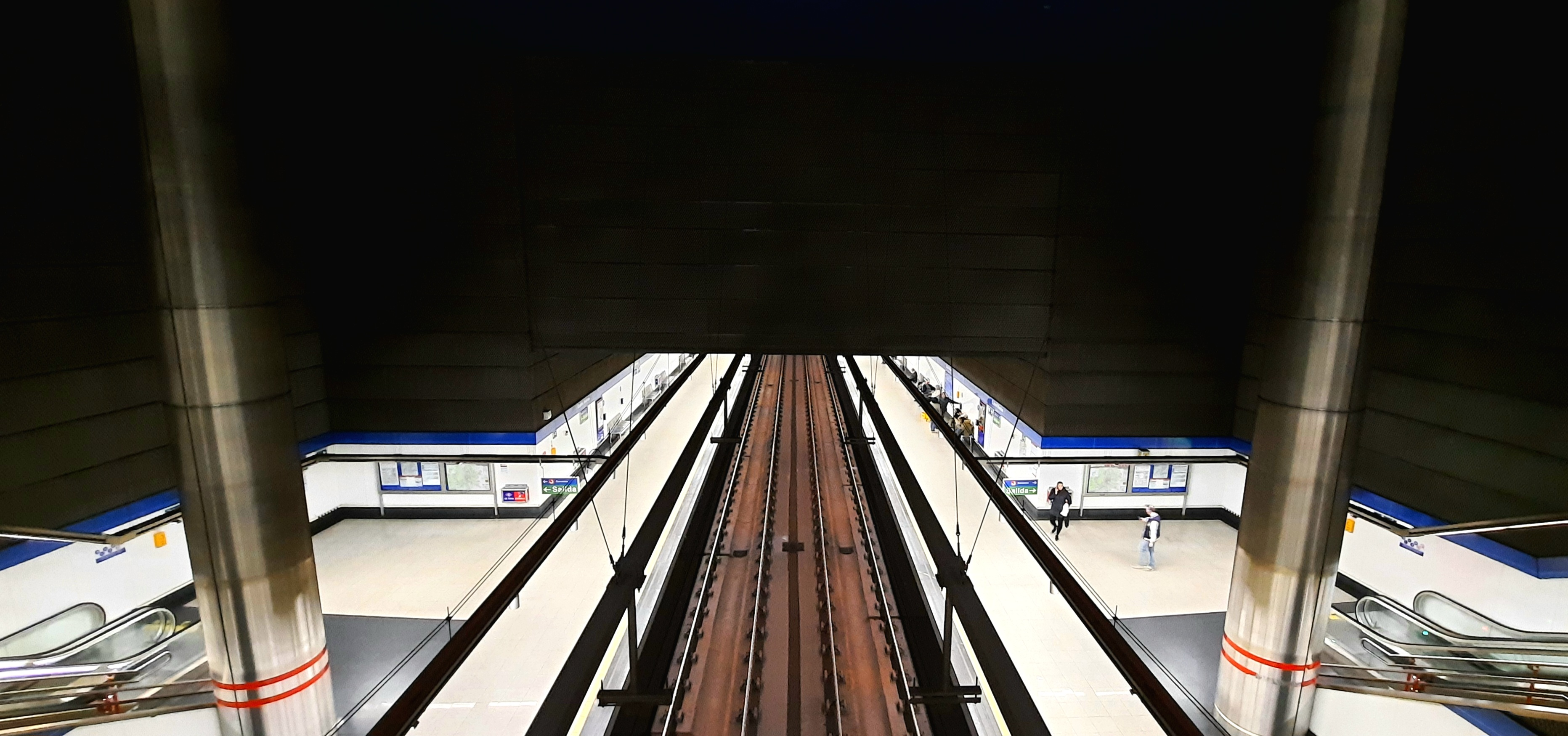
Andenes de la línea 10 de Metro

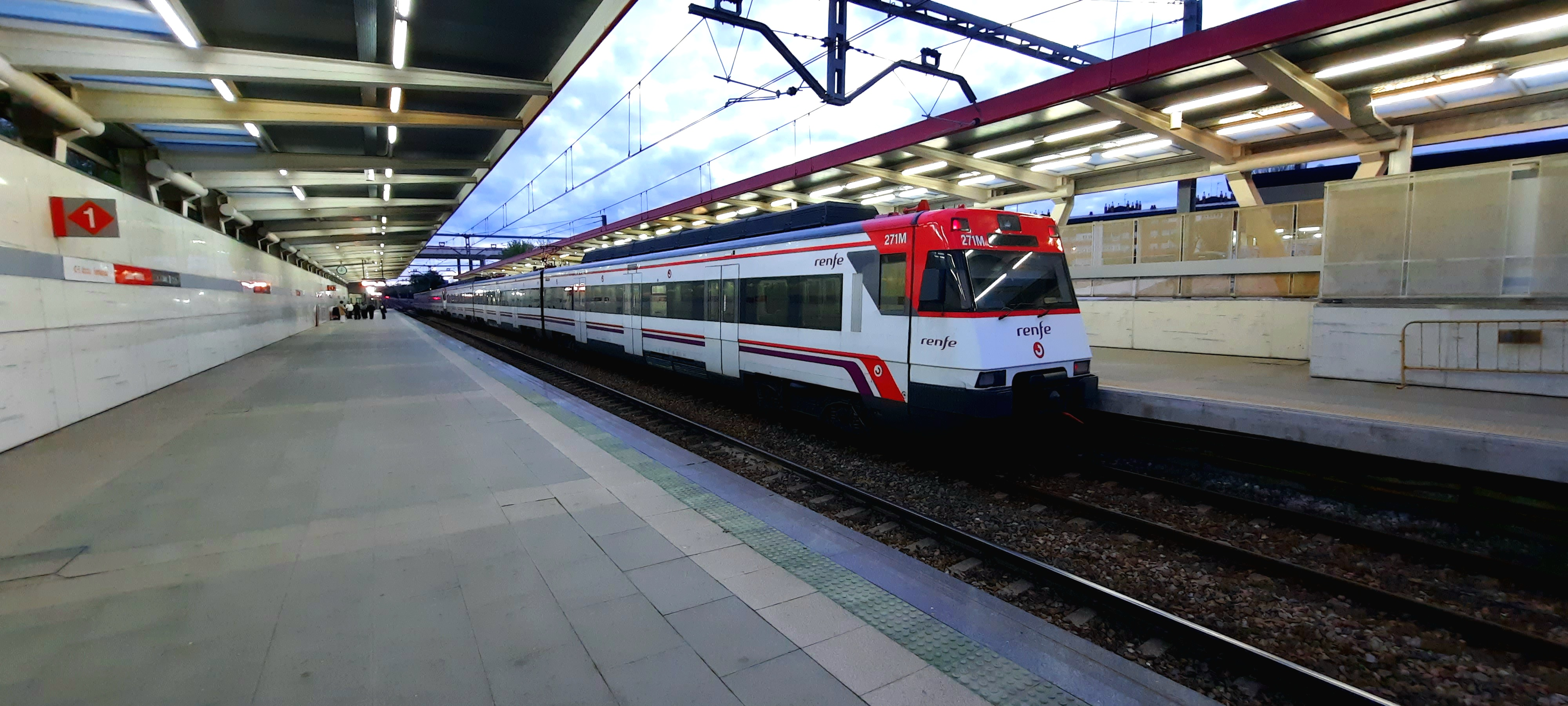
Andenes de la estación de Cercanías

### Metro
| << cabecera                                          | < estación        | línea | estación >          | cabecera >>    |
| ---------------------------------------------------- | ----------------- | ----- | ------------------- | -------------- |
| Hospital Infanta Sofía Cambio de tren en Tres Olivos | Aviación Española |       | Joaquín Vilumbrales | Puerta del Sur |

### Cercanías
| procedencia/destino                                                                        | < estación  | Línea | estación >           | destino/procedencia |
| ------------------------------------------------------------------------------------------ | ----------- | ----- | -------------------- | ------------------- |
| Humanes FuenlabradaH                                                                       | Las Águilas |       | San José de Valderas | Móstoles - El Soto  |
| H La mitad de los trenes llegan hasta Fuenlabrada e inician su recorrido en dicha estación |             |       |                      |                     |

### Autobuses
| Diurnos |                     |                                                            |
| Línea   | Destino             | Parada                                                     |
| 139     | Dehesa del Príncipe | 4826 ESTACIÓN DE CUATRO VIENTOS (P.º Lanceros)             |
| SE1     | Aluche              | 51119 CUATRO VIENTOS (Paseo de Lanceros, 2)                |
| SE2     | Plaza Elíptica      | 51147 CUATRO VIENTOS (Paseo de los Húsares frente al Nº46) |

| Diurnos                                              |                                                   |                                                                                            |                           |
| Autobuses con cabecera provisional en Cuatro Vientos |                                                   |                                                                                            |                           |
| Línea                                                | Destino                                           | Parada                                                                                     | Operador                  |
| 511                                                  | Alcorcón (por parque Lisboa)                      | 50047 Pº Extremadura-Cuatro Vientos (Paseo de Extremadura, A-5 sentido creciente)          | Arriva Madrid             |
| 514                                                  | Alcorcón (Los Castillos)                          | 50047 Pº Extremadura-Cuatro Vientos (Paseo de Extremadura, A-5 sentido creciente)          | Arriva Madrid             |
| 512                                                  | Alcorcón (por calle de los Cantos)                | 50048 Pº Extremadura-Cuatro Vientos (Paseo de Extremadura, A-5 sentido creciente)          | Arriva Madrid             |
| 517                                                  | Alcorcón (Fuente Cisneros)                        | 50048 Pº Extremadura-Cuatro Vientos (Paseo de Extremadura, A-5 sentido creciente)          | Arriva Madrid             |
| 521                                                  | Móstoles                                          | 08461 Pº Extremadura-Cuatro Vientos (Paseo de Extremadura, A-5 km 8,9 sentido creciente)   | Arriva Madrid             |
| 518                                                  | Villaviciosa de Odón                              | 50052 Pº Extremadura-Cuatro Vientos (Paseo de Extremadura, A-5 sentido creciente)          | Arriva Madrid             |
| 522                                                  | Móstoles (por Pistas DGT)                         | 50049 Pº Extremadura-Cuatro Vientos (Paseo de Extremadura, A-5 sentido creciente)          | Arriva Madrid             |
| 523                                                  | Móstoles (Villafontana)                           | 50049 Pº Extremadura-Cuatro Vientos (Paseo de Extremadura, A-5 sentido creciente)          | Arriva Madrid             |
| 524                                                  | Móstoles Sur                                      | 50050 Pº Extremadura-Cuatro Vientos (Paseo de Extremadura, A-5 sentido creciente)          | Arriva Madrid             |
| 525                                                  | Móstoles Sur (por M-50)                           | 50050 Pº Extremadura-Cuatro Vientos (Paseo de Extremadura, A-5 sentido creciente)          | Arriva Madrid             |
| 528                                                  | Navalcarnero                                      | 50051 Pº Extremadura-Cuatro Vientos (Paseo de Extremadura, A-5 sentido creciente)          | Arriva Madrid             |
| 538                                                  | Navalcarnero (La Dehesa)                          | 50051 Pº Extremadura-Cuatro Vientos (Paseo de Extremadura, A-5 sentido creciente)          | Arriva Madrid             |
| 534                                                  | Urbanización Parque Coímbra - Xanadú              | 50055 Pº Extremadura-Cuatro Vientos (Paseo de Extremadura, A-5 sentido decreciente)        | Arriva Madrid             |
| 539                                                  | El Álamo                                          | 50055 Pº Extremadura-Cuatro Vientos (Paseo de Extremadura, A-5 sentido decreciente)        | Arriva Madrid             |
| 581                                                  | Brunete - Quijorna                                | 50053 Pº Extremadura-Cuatro Vientos (Paseo de Extremadura, A-5 sentido decreciente)        | Auto Periferia            |
| 495                                                  | Arroyomolinos - Moraleja de Enmedio               | 50054 Pº Extremadura-Cuatro Vientos (Paseo de Extremadura, A-5 sentido decreciente)        | Empresa Martín            |
| 551                                                  | San Martín de Valdeiglesias - El Tiemblo/Cebreros | 50069 Pº Extremadura-Cuatro Vientos (Paseo de Extremadura, A-5 sentido decreciente)        | CEVESA                    |
| 513                                                  | Alcorcón (Polígono industrial Urtinsa)            | 50073 Pº Extremadura-Cuatro Vientos (Paseo de Extremadura, A-5 sentido creciente)          | Arriva Madrid             |
| 516                                                  | Alcorcón (por Universidad Rey Juan Carlos)        | 50073 Pº Extremadura-Cuatro Vientos (Paseo de Extremadura, A-5 sentido creciente)          | Arriva Madrid             |
| Autobuses pasantes por Cuatro Vientos                |                                                   |                                                                                            |                           |
| Línea                                                | Destino                                           | Parada                                                                                     | Operador                  |
| 560                                                  | Alcorcón                                          | 50047 Pº Extremadura-Cuatro Vientos (Paseo de Extremadura, A-5 sentido creciente)          | Avanza Movilidad Integral |
| 560                                                  | Pozuelo de Alarcón                                | 08464 Pº Extremadura-Cuatro Vientos (Paseo de Extremadura, A-5 km 9,3 sentido decreciente) | Avanza Movilidad Integral |
| Nocturnos                                            |                                                   |                                                                                            |                           |
| Línea                                                | Destino                                           | Parada                                                                                     | Operador                  |
| N501                                                 | Alcorcón - Móstoles                               | 08461 Pº Extremadura-Cuatro Vientos (Paseo de Extremadura, A-5 km 8,9 sentido creciente)   | Arriva Madrid             |
| N808                                                 | Arroyomolinos                                     | 08461 Pº Extremadura-Cuatro Vientos (Paseo de Extremadura, A-5 km 8,9 sentido creciente)   | Empresa Martín            |
| N502                                                 | Alcorcón (Estación FFCC)                          | 50073 Pº Extremadura-Cuatro Vientos (Paseo de Extremadura, A-5 sentido creciente)          | Arriva Madrid             |
| N503                                                 | Móstoles (Villafontana)                           | 50049 Pº Extremadura-Cuatro Vientos (Paseo de Extremadura, A-5 sentido creciente)          | Arriva Madrid             |
| N504                                                 | Villaviciosa de Odón                              | 50052 Pº Extremadura-Cuatro Vientos (Paseo de Extremadura, A-5 sentido creciente)          | Arriva Madrid             |
| N505                                                 | Navalcarnero                                      | 50051 Pº Extremadura-Cuatro Vientos (Paseo de Extremadura, A-5 sentido creciente)          | Arriva Madrid             |
| N501                                                 | Madrid (Príncipe Pío)                             | 08464 Pº Extremadura-Cuatro Vientos (Paseo de Extremadura, A-5 km 9,3 sentido decreciente) | Arriva Madrid             |
| N502                                                 | Madrid (Príncipe Pío)                             | 08464 Pº Extremadura-Cuatro Vientos (Paseo de Extremadura, A-5 km 9,3 sentido decreciente) | Arriva Madrid             |
| N503                                                 | Madrid (Príncipe Pío)                             | 08464 Pº Extremadura-Cuatro Vientos (Paseo de Extremadura, A-5 km 9,3 sentido decreciente) | Arriva Madrid             |
| N504                                                 | Madrid (Príncipe Pío)                             | 08464 Pº Extremadura-Cuatro Vientos (Paseo de Extremadura, A-5 km 9,3 sentido decreciente) | Arriva Madrid             |
| N505                                                 | Madrid (Príncipe Pío)                             | 08464 Pº Extremadura-Cuatro Vientos (Paseo de Extremadura, A-5 km 9,3 sentido decreciente) | Arriva Madrid             |
| N808                                                 | Madrid (Príncipe Pío)                             | 08464 Pº Extremadura-Cuatro Vientos (Paseo de Extremadura, A-5 km 9,3 sentido decreciente) | Empresa Martín            |